# 國立中興大學農業暨自然資源學院
國立中興大學農業暨自然資源學院（英語：Collegeof Agriculture and Natural Resources），簡稱興大農資學院，是國立中興大學的學院之一，設於臺中市南區國立中興大學校本部內，也是臺灣最早成立農林業和自然資源的高等教育機構。

## 歷史
1919年，臺灣總督府在台北公館成立「臺灣總督府農林專門學校」（校舍為今國立臺灣大學行政大樓）時設置農業科和林業科。1928年3月臺北帝國大學成立後，鄰近的農林學校併入為「臺北帝國大學附屬農林專門部」。1943年農林部遷往臺中獨立設校為「臺灣總督府臺中高等農林學校」。
- 1945年，戰後改制為「臺灣省立臺中農業專科學校」時有農藝系、森林系、農業化學系與一所農場、三所演習林。[1]
- 1946年9月，升格為「臺灣省立農學院」。[2]
- 1947年，增設植物病蟲害學系、農業經濟學系。
- 1949年，接管林務所於南投縣的第三模範林場與埔里辦公室（原北海道帝國大學演習林）並更名為能高林場（今惠蓀林場）與成立實驗林管理處。[3]
- 1950年，農藝系更名為農學系，分設農藝、園藝組。
- 1954年，農藝、園藝組分別成立學系，植物病蟲害學系分設植物病理、昆蟲組，實驗林管處從南投縣埔里鎮遷回台中校本部。
- 1955年，增設農業教育學系，農業化學系分設土壤肥料、農產製造組。
- 1956年，增設植物學系、化學系。
- 1957年8月，成立農業經濟學研究所、園藝實驗場。
- 1958年，增設畜牧獸醫學系。
- 1960年，畜牧獸醫學系更名為畜牧學系，植物病理、昆蟲組分別成立學系。
- 1961年，農學院與臺灣省立法商學院（今國立臺北大學）合併升格為「臺灣省立中興大學」後農學院改為「臺灣省立中興大學農學學院」，原農學院的植物學系、化學系撥入新成立的理工學院（今理學院與工學院）。
- 1962年，成立土壤調查試驗中心。
- 1964年，成立農業推廣中心、增設水土保持學系。
- 1968年，成立糧食作物研究所。森林學系分設林學、林產組。
- 1969年，成立植物病理學研究所。土壤肥料、農產製造組分別成立土壤學系、食品化學工程學系。
- 1970年，成立土壤學研究所。畜牧學系復名為畜牧獸醫學系並分設畜牧、獸醫組。
- 1971年，隨中興大學改制更名為「國立中興大學農學院」。
- 1972年，成立森林學研究所、昆蟲學研究所。農業教育學系分設農業機械、農業教育組，水土保持學系分設農地水土保持、集水區與水資源組。
- 1973年，成立園藝學研究所。食品化學工程學系更名為食品科學系。
- 1974年，成立水土保持學研究所、農產運銷學系。畜牧、獸醫組分別成立畜牧學系、獸醫學系。
- 1976年，成立畜牧場。
- 1977年8月，成立食品加工實習工廠。
- 1979年4月，成立家畜醫院（今國立中興大學獸醫教學醫院）。
- 1980年，成立食品科學研究所。
- 1981年，成立畜牧學研究所。農業教育組停招、農業機械組成立農業機械工程學系。
- 1982年，成立獸醫學研究所。
- 1987年，糧食作物研究所更名為農藝學研究所。
- 1991年，成立農業推廣教育學研究所。
- 1992年，畜牧學系更名為畜產學系。成立北溝農機工廠。
- 1995年，土壤學系更名為土壤環境科學系。
- 1997年，畜牧場更名為畜產試驗場。11月成立農林畜產品展售中心（今農資學院實習商店）。
- 1998年，成立獸醫病理學研究所。
- 1999年，獸醫學系、獸醫病理所、家畜醫院撥入新成立的獸醫學院。
- 2000年，農產運銷學系更名為行銷學系。
- 2002年，農學院更名為「國立中興大學農業暨自然資源學院」，農業經濟學系更名為應用經濟學系、農業機械工程學系更名為生物產業機電工程學系、動物學系與植物學系併為生命科學系、農業生物科技學研究所更名為生物科技學研究所、行銷學系撥入社管學院（今管理學院）。
- 2005年，食品科學系更名為食品暨應用生物科技學系。
- 2006年，畜產學系更名為動物科學系、農業推廣教育學研究所與農業經營學系進修學士班合併為生物產業推廣暨經營學系。
- 2008年，成立農產品農藥殘留檢測中心。
- 2009年，生物產業推廣暨經營學系更名為生物產業暨城鄉資源管理學系。
- 2010年，生物產業暨城鄉資源管理學系更名為生物產業管理進修學士學位學程。
- 2018年，成立植物教學醫院。
- 2019年，農產品農藥殘留檢測中心更名為農藥殘留檢測中心。

## 歷任院長
省立農學院時期
1. 周進三：1945~1948
2. 李亮恭：1948~1951
3. 林一民：1951~1954
4. 王志鵠：1954~1961

中興大學時期
1. 李慶麐：1961~1962（臺灣省立中興大學農學學院）
2. 宋勉南：1962~1970
3. 貢榖紳：1970~1974
4. 劉業經：1974~1975（國立中興大學農學院）
5. 李慶餘：1975~1979
6. 韓又新：1979~1984
7. 郭孟祥：1984~1990
8. 李成章：1990~1996
9. 彭作奎：1996~1997
10. 陳明造：1997~2000
11. 徐世典：2000~2003
12. 鄭詩華：2003~2006（國立中興大學農業暨自然資源學院）
13. 黃振文：2006~2012
14. 陳樹群：2012~2018
15. 詹富智：2018~現任

## 組織

### 系所
學系
- 農藝學系
- 園藝學系
- 森林學系
- 應用經濟學系
- 植物病理學系
- 昆蟲學系
- 動物科學系
- 土壤環境科學系
- 水土保持學系
- 食品暨應用生物科技學系
- 生物產業機電工程學系

研究所
- 生物產業管理研究所
- 生物科技學研究所
- 食品安全研究所

學程
- 生物產業管理進修學士學程
- 生物科技學士學位學程
- 景觀與遊憩學士學位、碩士學位學程
- 國際農學碩士學程
- 國際農企業學士學程
- 農業企業經營管理碩士在職專班
- 農業經濟與行銷碩士學位學程
- 植物醫學暨安全農業碩士學位學程
- 國際農學博士學位學程

### 附屬單位
- 農業試驗場
- 實驗林管理處
- 農業推廣中心
- 園藝試驗場
- 畜產試驗場
- 食品暨生技實習工廠
- 實習商店
- 土壤調查試驗中心
- 農業機械實習工廠
- 農業自動化中心
- 國土資源保育中心
- 農業政策研究中心
- 農藥殘留檢測中心
- 食品及畜產品安全檢測中心
- 植物教學醫院
- 國際農業專業學院

## 外部來源
- 國立中興大學農業暨自然資源學院 （页面存档备份，存于）